# Histoire du Soudan
L'histoire du Soudan est marquée par l'influence militaire et culturelle de ses voisins, dont l'Égypte, la péninsule Arabique, l'Éthiopie, les deux Congo, République du Congo et République démocratique du Congo et le Tchad, ainsi que, plus récemment, le Royaume-Uni et les États-Unis. Son territoire recoupe celui de plusieurs anciens royaumes dont le royaume de Koush, ceux du Darfour et de Nubie.

## Préhistoire

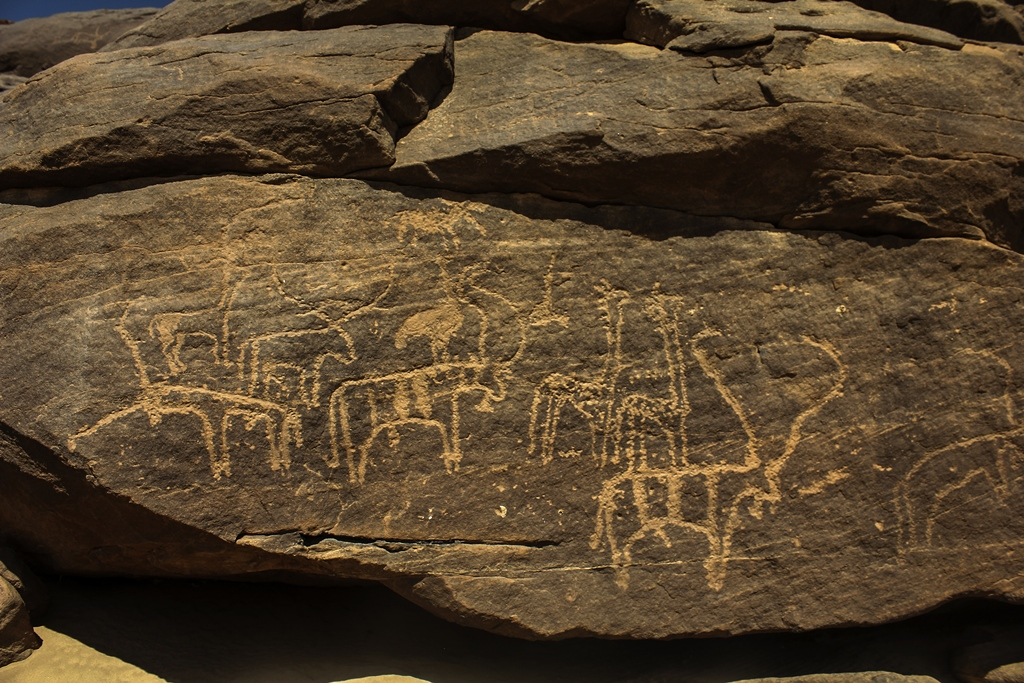
Les peintures rupestres de Geddi-Sabu

Les fouilles archéologiques menées sur le Nil en amont d'Assouan ont confirmé l'occupation humaine de la vallée dès le paléolithique, il y a plus de 60 000 ans, principalement vers Khashm El Girba et Khor Musa, avant 8000 avant notre ère, mais aussi Affad 23 et Djebel Sahaba.
Au VIIIe millénaire av. J.-C., des peuples mésolithiques (8000-5000), puis néolithiques (4900-3300) s'y sont sédentarisés dans des villages fortifiés en briques, pratiquant l'agriculture et l'élevage : Ad-Damir, Abu Darbein, Wadi Howar, Shaqadud, puis Kadero, esh-Shaheinab, Kadruka, Kerma.
Les sociétés prédynastiques de Nubie et de Haute-Égypte étaient ethniquement et culturellement très proches, et ont évolué parallèlement vers des royaumes pharaoniques vers -3300, au néolithique. La Basse-Nubie semble ensuite s'être vidée de sa population dans le cadre d'un processus forcé d'égyptianisation et d'unification de la vallée du Nil par les royaumes établis au nord.
Le site rupestre de Geddi-Sabu reste une exception.

## Antiquité

### XXVeauXXIesiècleavant notre ère
La dénomination de premier royaume de Kerma ou Kerma ancien engloberait l'ensemble des cultures nilotiques du Soudan moyen qui se regroupèrent par chefferies autour d'un puissant monarque qui avait sa capitale à Kerma, site du cours moyen du Nil soudanais. La population de cette époque est en effet constituée d'un ensemble de groupes différents, davantage marqués par les influences du Sud du Soudan. Développement de la métallurgie (bronze) et des arts : ébénisterie, ivoire, céramique, dont on a retrouvé beaucoup de témoignages dans les sépultures de l'époque qui acquièrent alors leur forme définitive. Fosse circulaire contenant le défunt inhumé en position contractée et la tête à l'orient, avec son matériel funéraire, l'ensemble étant recouvert d'un tumulus autour duquel les offrandes alimentaires sont déposées et les sacrifices funéraires opérés.

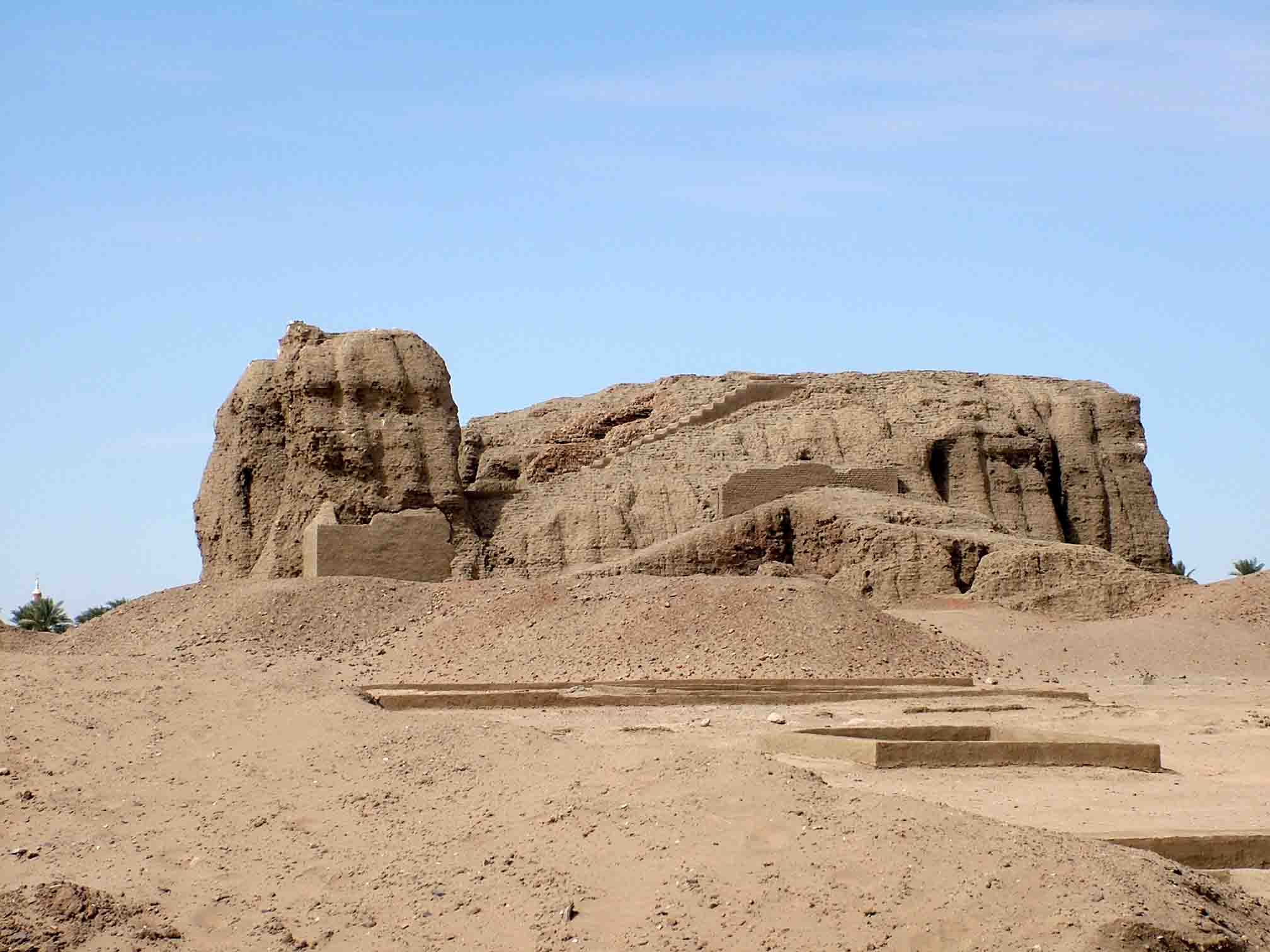
Le site de Kerma.

Au nord de cette région, la Nubie (Ta-Seti) est occupée par des peuples que l'on regroupe sous le terme de « Groupe C » et qui interdisaient l'accès au Sud en contrôlant étroitement le commerce, voire en pillant les convois qui revenaient en Égypte ou en partaient. À l'Ancien Empire, cette situation devenait critique pour les Égyptiens qui avaient besoin de cet accès pour obtenir des biens précieux et rares en provenance de l'Afrique centrale (ivoire, ébène, gomme) ou l'or du désert de Nubie. Avec le temps le Groupe C semble avoir peu à peu entretenu des relations pacifiques avec le voisin égyptien allant jusqu'à fournir des mercenaires aux troupes de Pharaon. En retour l'Égypte lui garantissait une relative sécurité aussi bien sur le plan militaire qu'économique en notamment palliant les périodes de famines par l'envoi de grain aux peuples de la région. Les débouchés sur les mines d'or du désert oriental y étaient certainement déjà pour quelque chose. En revanche le lointain royaume de Kerma représentait toujours un danger pour les expéditions commerciales qui entraient alors sans doute en concurrence avec le jeune royaume dont l'influence grandissait. Deux groupes de population et de culture distinctes occupaient donc toute la vallée du Nil soudanais jusqu'aux environs de la cinquième cataracte et formaient alors deux puissantes civilisations proto-urbaines avec lesquelles il fallait compter. On assiste en effet sur tout le long de la vallée à la sédentarisation progressive des peuples et à l'établissement de villages qui peu à peu deviennent de grosses bourgades. Kerma était alors déjà une cité étendue.

### DuXXIeauXVIIIesiècleavant notre ère
Deuxième royaume de Kerma ou Kerma moyen : développement du royaume et de sa culture, notamment des pratiques funéraires ; les défunts sont toujours inhumés en position fœtale la tête à l'est avec un riche mobilier funéraire. On peut suivre à travers l'évolution de ces pratiques et le développement des tumuli une hiérarchisation de plus en plus marquée de la société. Une véritable classe aristocratique voit donc le jour et préfigure la puissance du royaume à la période suivante. De rares contacts directs ont lieu avec les voisins du Nord, mais le commerce est florissant et atteste de la stabilité de la région. On retrouve des traces de son réseau commercial sur les terres de Chillouk, au sud de la vallée du Nil, et jusque dans les montagnes du Tibesti. Au nord du pays, le Groupe C domine toujours la vallée jusqu'à ce que les pharaons du Moyen Empire annexent littéralement la région jusqu'au Batn el-Haggar. On assiste alors à une réaction du royaume de Kerma qui protégera ses cités derrière des remparts et, signe des temps, les défunts masculins sont alors inhumés avec leurs armes de manière systématique.

### DuXVIIIeauXVesiècleavant notre ère

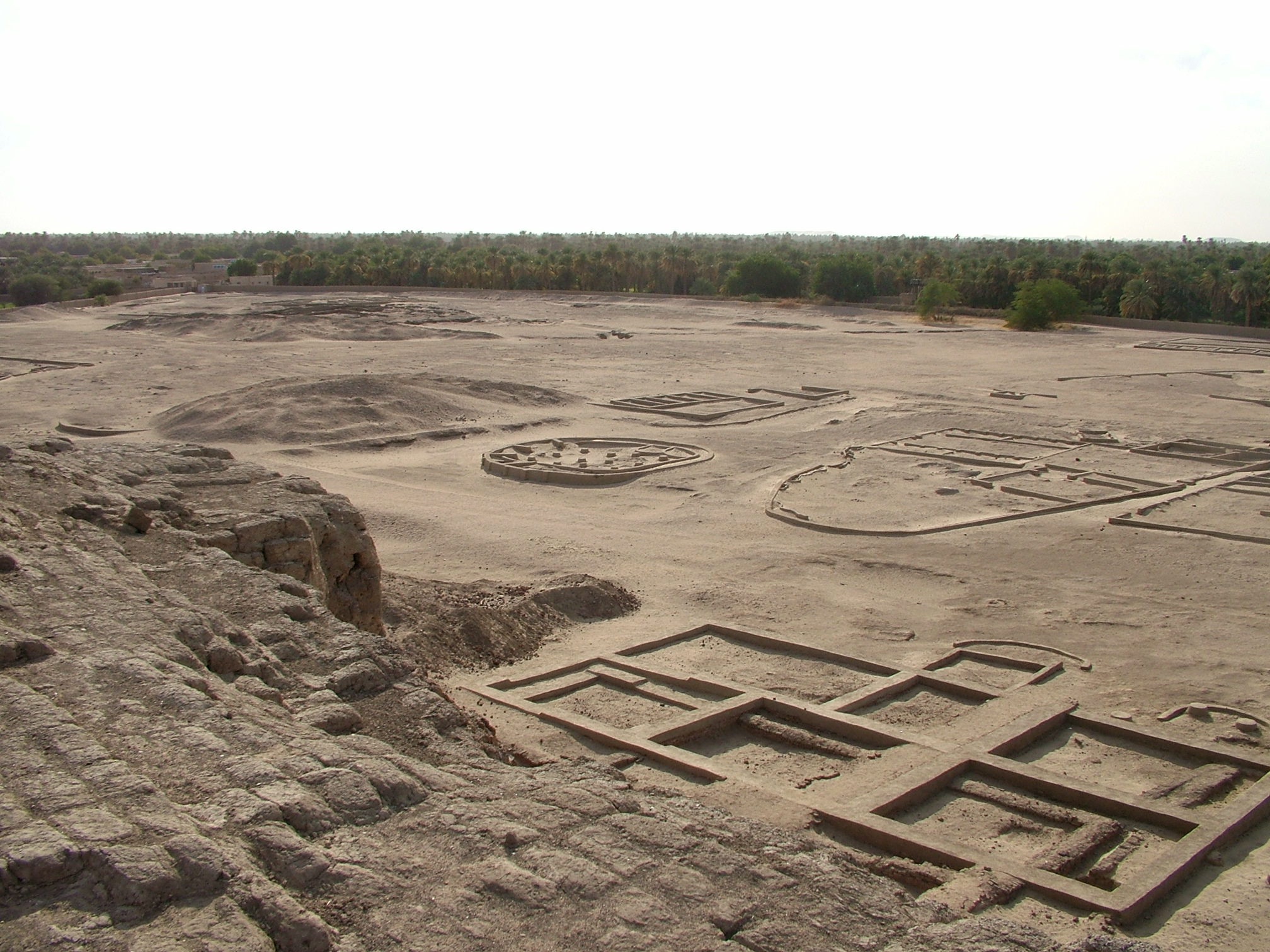
Ruines de la capitale de Kerma.

Troisième royaume de Kerma ou Kerma classique : un nouveau royaume de Koush étend son territoire depuis la première cataracte, aux environs d'Assouan, jusqu'à la quatrième cataracte, à la suite de l'alliance des peuples nubiens (Groupe C) et du royaume de Kerma qui en devient alors la capitale. Les relations avec le voisin du Nord sont au début pacifiques et le commerce est florissant avec toute la vallée du Nil et l'Afrique centrale. On assiste à un bond de l'agriculture et de l'urbanisation de la région. De grandes constructions apparaissent dans la capitale et des nécropoles royales sont dressées avec tumuli colossaux (certains dépassent les cent mètres de diamètre). Sur le plan culturel, on assiste à un maintien des coutumes et des traditions locales, bien que certains éléments architecturaux ou décoratifs soient empruntés à la culture égyptienne qui reste assez présente sur le Nord du royaume. Des relations diplomatiques entre Kerma et les dynastes Hyksôs du delta du Nil attestent que les deux puissances cherchent à faire alliance afin de contrer la montée en puissance d'une dynastie rivale située à Thèbes. L'un de ces souverains, Kamosé, reprend alors l'avantage sur le royaume de Kerma, repoussant sa frontière au sud d'Éléphantine. Son successeur Ahmôsis Ier poursuit cette conquête des territoires du Soudan.

### DuXVeauXesiècleavant notre ère
Domination égyptienne jusqu'à la IVe cataracte : le royaume de Kerma est détruit par Ahmôsis Ier, puis par Amenhotep Ier (XVIIe dynastie) ; L'Égypte exerce alors un contrôle sur les routes commerciales et les mines d'or du désert oriental. Elle fait construire les sites et monuments de Beit el-Ouali, Gerf Hussein, Kouban, Ouadi es-Seboua, Amada, Aniba, Derr, Ellessiya, Qasr Ibrim, Abou Simbel (Nubie égyptienne), Faras, Aksha, Bouhen, Semna, Ouronarti, Kouma, Amara (Nubie soudanaise), Saï, Sedeinga, Jebel Dosha, Soleb, Sesebi, Pnoubs, île d'Argo, Kaoua, Napata (Gebel Barkal), Kourgous. L'Égypte installe un Vice-Roi sur cette région, qui subit une égyptianisation affichée. La capitale est à Aniba.

### DuXIesiècleavant notre ère

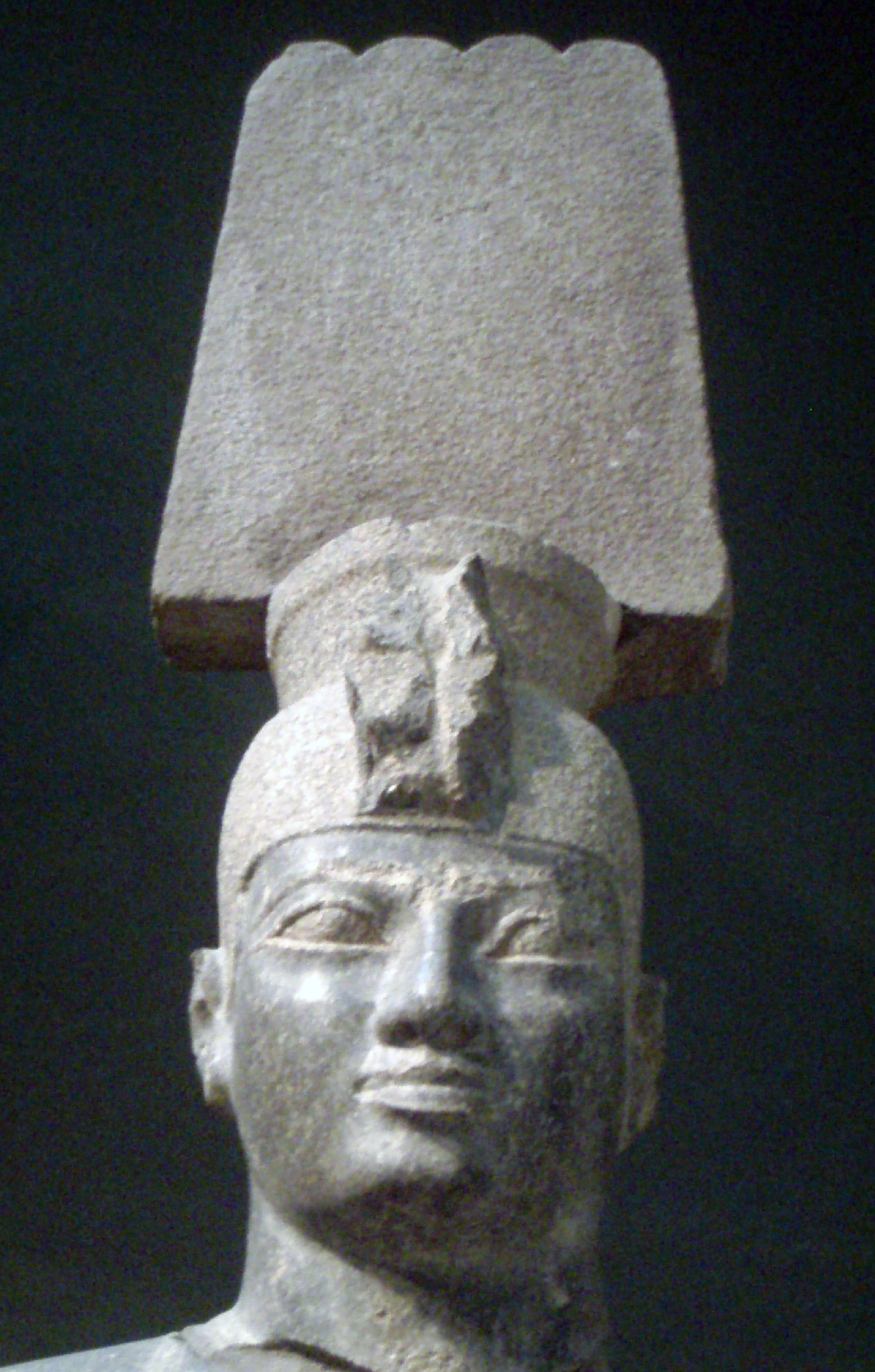
Tête d'un colosse d'Aspelta trouvée à Napata.

La domination égyptienne sur le Soudan prend fin à la suite de l'éclatement de l'Égypte en plusieurs royaumes rivaux. La Nubie devient indépendante autour du Vice-Roi de Koush, dont le dernier représentant attesté est Panéhésy (règne de Ramsès XI). Elle permet ainsi le développement à nouveau des chefferies et des principautés au Soudan, qui semblent coexister pacifiquement, notamment au sud du pays.

### Xesiècleavant notre ère
Constitution d'une principauté autour d'une dynastie locale à Napata (Gebel Barkal). Cette dynastie trouverait ses origines dans la lointaine Méroé, alors encore simple place commerciale. Peu à peu, l'influence de la principauté s'étend sur l'ensemble des royaumes du Soudan et constitue un puissant royaume au cœur de l'Afrique occidentale et centrale. Les règnes de six souverains inconnus se succèdent. Au IXe siècle, à la suite d'une guerre civile qui plonge la Thébaïde dans le chaos, une partie du clergé de Karnak se réfugie à Napata sous la protection des princes de Koush.

### VIIIesiècleavant notre ère
Règne du prince Alara, puis du roi Kachta le Koushite. Ces souverains s'emparent de la Basse-Nubie, puis de la Haute-Égypte. C'est l'apogée du royaume de Napata, dont la dynastie se réclame de l'héritage de l'Égypte. Devant l'anarchie qui règne en Égypte, Piyé (Piânkhy), puis après lui ses successeurs, interviennent et montent sur le trône d'Égypte, fondant la XXVe dynastie. Leur royaume s'étend alors de la VIe cataracte, aux environs de Khartoum, jusqu'à la Méditerranée.
Les rois Piyé, Chabaka, Chabataka, Taharqa, Tanoutamon règnent sur le royaume de Koush et d'Égypte.
Ils favorisent la construction des temples napatéens de Nubie et du Soudan. Cet empire prendra fin à la seconde moitié du VIIe siècle, avec la conquête de l'Égypte par les Assyriens. Le royaume, qui conserve Napata comme capitale, retrouve alors ses frontières originales. Vers -591, le pharaon Psammétique II envoie une expédition contre le royaume de Koush, réduisant à néant les ambitions des rois de Napata sur l'Égypte. Les villes saintes de Kaoua, Pnoubs, Napata sont détruites, ainsi que les statues royales de la XXVe dynastie.

### DuVIeauIVesiècleavant notre ère

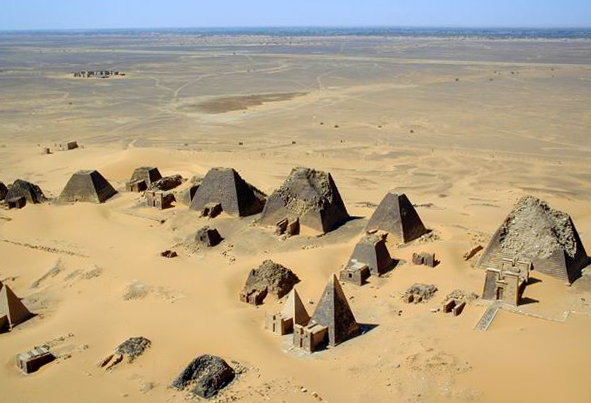
Pyramides de Méroé.

Second royaume de Napata : à la suite de la perte de leur suzeraineté sur l'Égypte, les souverains de Koush développent leur royaume et leur culture de manière de plus en plus autonome. Développement de la civilisation du fer à Méroé et des routes commerciales avec le cœur de l'Afrique et la mer Rouge (route maritime de l'Inde). Reprise de l'influence jusqu'à la première cataracte aux environs de Philæ. Restauration des grands sanctuaires du royaume. Nécropoles et pyramides de Nouri et d'El-Kourrou.

## Fin de la période antique

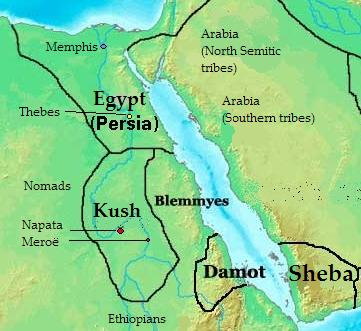
Emplacement du Royaume de Kouch.

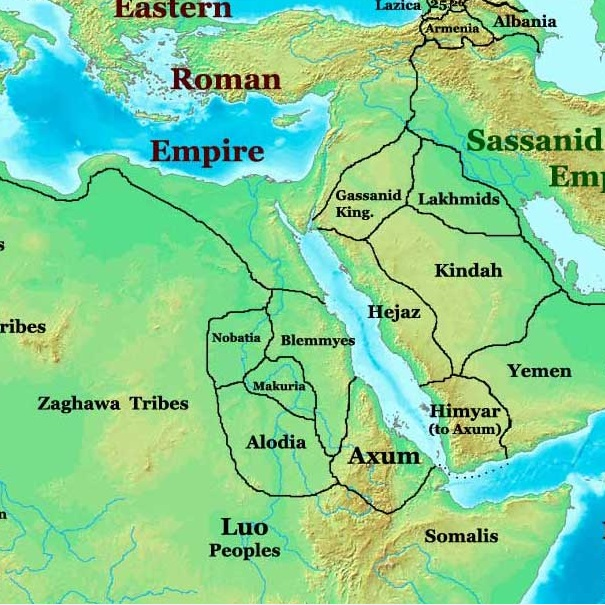
Afrique du Nord-Est, Antiquité tardive (IVe siècle).

### IVesiècleavant notre ère auIVesièclede notre ère
Royaume de Méroé : la capitale et la nécropole royale sont transférées de Napata à Méroé. La culture méroïtique se diffuse dans toute la vallée du Nil, et entretient des relations commerciales étroites avec le royaume lagide d'Égypte. Mais un conflit éclate entre les deux puissances et trouve son paroxysme lors de la conquête romaine, au Ier siècle av. J.-C.
En -24, conquête de Philæ et d'Assouan par la reine Candace Amanishakhéto. La Nubie est prise par les Romains mais ceux-ci sont stoppés par la reine. Un traité de paix est signé entre Rome et Méroé en -21, dit traité de Samos. La frontière est fixée à Maharraqa, et à dater de cette époque les deux empires entretiennent des relations commerciales florissantes.
Durant la seconde moitié du IVe siècle de notre ère, des incursions répétées du royaume d'Aksoum affaiblissent le royaume de Méroé. C'est à cette époque que l'on situe traditionnellement sa chute, sous les coups des rois Ella-Amida et Ezana d'Éthiopie. Sont construits les sites et monuments de Dakka, Qasr Ibrim, Tabo, Méroé, Musawwarat es-Sofra, Naga , Wad ban Naqa, Basa, El-Hassa, Hosh-Ben-Naga, Djebel Qeili, Soba et Khartoum. Les cultes des dieux soudanais se développent : Dédoun « le premier de Nubie », Apédémak « le grand dieu du Sud », Arsénouphis et Mandoulis. La nécropole de pyramides royales est aménagée à Méroé, et la dernière sépulture royale méroïtique date des environs de 350 de notre ère.

### DuIVeauVIesiècle

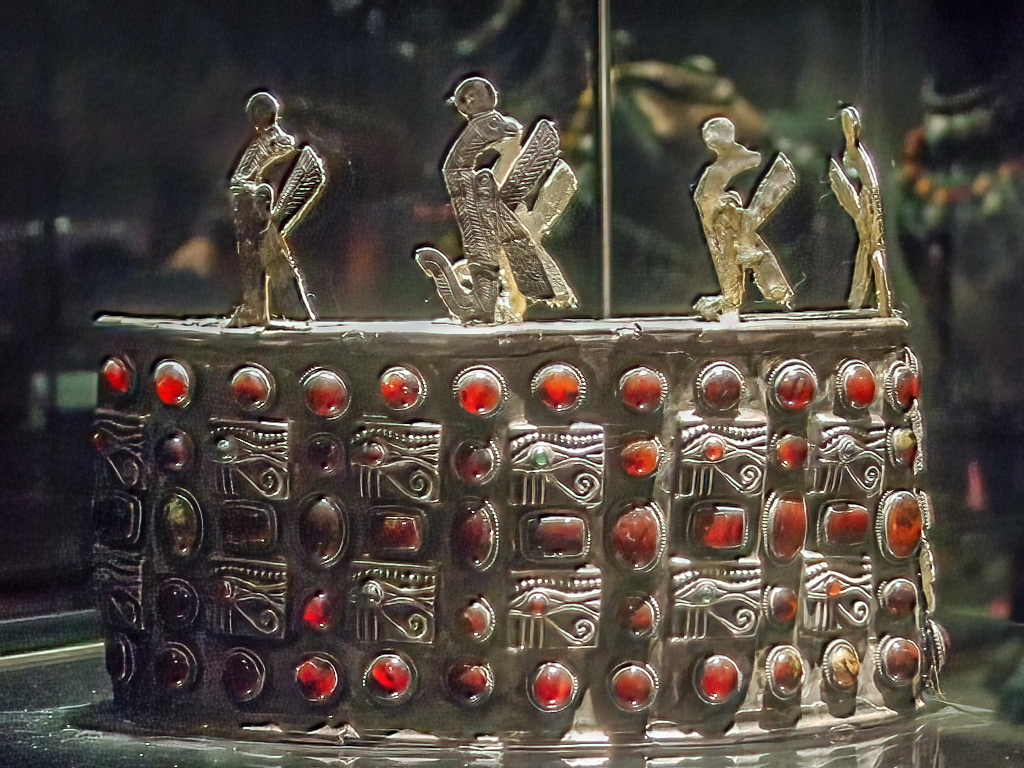
Couronne d'un roi nubien post-méroïtique trouvée à Ballana.

Royaumes post-méroïtiques : en 450, les Nobas et les Blemmyes s'allient contre Rome pour la défense de leurs lieux de cultes, dont l'île de Philæ est le principal sanctuaire. En 453, un traité de paix est signé entre les belligérants qui autorise les Soudanais à pratiquer librement leur culte d'Isis. Les sépultures royales d'El-Hobagi et les nécropoles de Qustul et Ballana (en) sont creusées.

## Période chrétienne

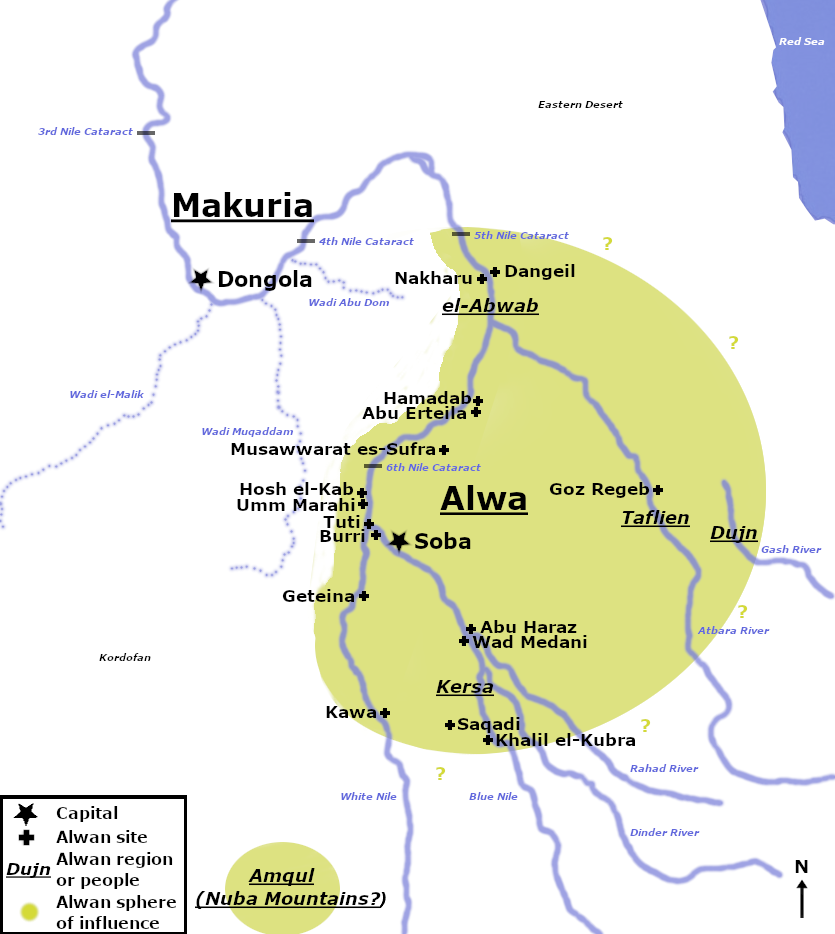
Royaume d'Alodie vers 950, selon Ibn Hawqal (943-988).

### DuVIeauXIVesiècle
Vers 530, le temple d'Isis à Philæ est définitivement fermé. La christianisation des royaumes post-méroïtiques des Blemmyes (vers 550), des Nobades (vers 570) et des Nobas (vers 580) se poursuit. Après le déclin de Méroé, trois royaumes chrétiens se forment au VIe siècle : ceux de Makurie et de Nobatie, qui s'unissent ensuite pour former le « royaume de Dongola », et celui d’« Alodie » (ou Aloa) situé plus au sud. La construction d'églises et de monastères se développe et l'Église soudanaise se rapproche de l'Église copte d'Égypte. Vers 640, la conquête arabo-musulmane de l'Égypte isole ces royaumes du reste du monde chrétien. Les royaumes chrétiens s’effondrent entre le XIVe et le XVIe siècle. Les Arabes baptisent alors les terres situées au sud de l’Égypte Bilad-al Sudan, le pays des Noirs.
Le dernier royaume de Nubie soudanaise est commandé depuis la ville nubienne de Kokka. Le premier roi s'appelle Nasser. Il prend le pouvoir vers 1340. Treize rois règnent depuis cette capitale, d'Assouan jusqu'à Dongola. On suppose aussi d'après des sources sérieuses que les royaumes dits « petits » et éparpillés dans la province de Nubie sont tous issus de cette dynastie. Le treizième et dernier roi régnant depuis Kokka est Abdelaziz Zubair Al Malik Al Diab de Nubie, qui perd son trône vers 1940. Chaque prénom : Abelaziz, Zubair. etc. représente dans l'ordre le prénom du dernier roi, puis celui de son père et ainsi de suite. Les Anglais sont venus le déchoir oralement. Le royaume de Kokka était divisé en sept districts, avec des rangs de noblesse différents. Cette dynastie de rois avait conclu différents pactes et alliances notamment avec les Turcs, et leur royaume n'avait donc pas été affaibli au moment des différents rebondissements historiques. Le dernier roi était d'ailleurs l'époux d'une femme turque.
Aujourd'hui, le château, l'épée et la Couronne royale sont restés dans la famille. Le roi déchu, Abdelaziz, est demeuré roi pour son peuple. Il était devenu aigri contre les Anglais contrairement à son beau-fils qui reçut plusieurs médailles pour ses services, notamment une décoration de George V. Ce fut effectivement le dernier royaume de Nubie connu et répertorié à ce jour dans les livres historiques du Soudan, et confirmé par les archéologues qui étudient l'histoire de la Nubie, notamment Nubian studies. D'après le fils direct du dernier roi AbdelAziz : Omer Abdelaziz, interrogé au Soudan, le premier ascendant direct du roi Nasser était compagnon de Mahomet. Le plus ancien ascendant connu à ce jour s'appelait Al Khazraj. Toujours selon lui, les conquêtes ne se sont pas faites dans le sang mais par l'exhortation, ce qui explique plusieurs thèses sur la désintégration des royaumes chrétiens précédents.
- Culture Tora (?-vers 1150)

## Période islamique
- Royaume d'al-Abwab (vers 1250-vers 1450 ?), partiellement successeur du Royaume d'Alodie (350-1504), prédécesseur du sultanat de Sennar (Sultanat des Founji de Sennar, 1504-1821)
- Royaume Dadjo (vers 1150-1450), Royaume Toundjour (vers 1450-1650)
- Sultanat du Darfour (1603-1864) et Royaume du Ouaddaï (vers 1350-1911)

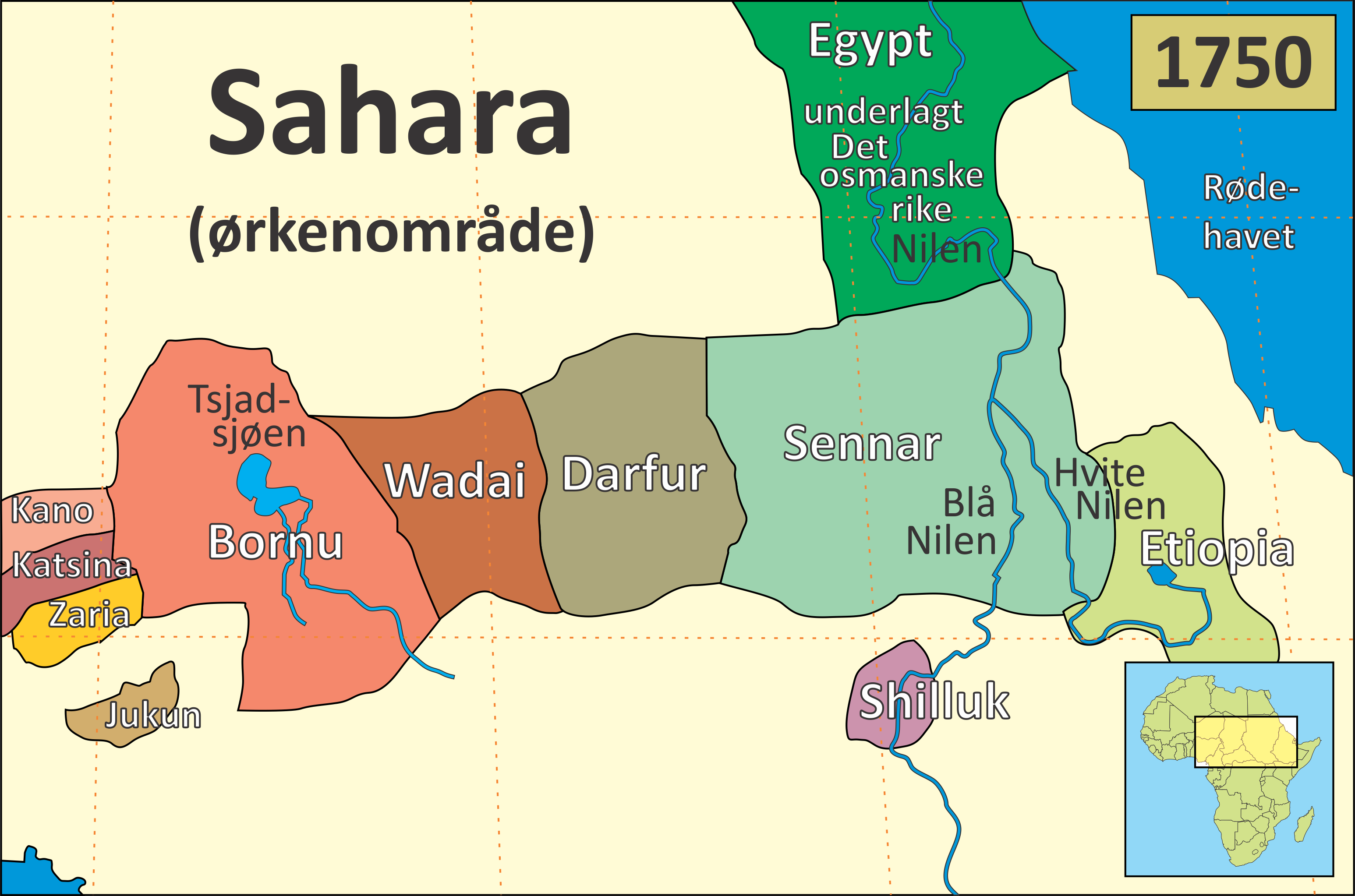
Afrique centrale, vers 1750.

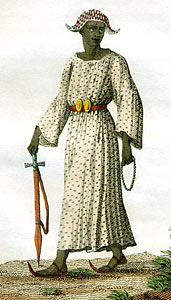
Le roi de Sennar en 1821.

### DuXIVeauXIXesiècle
En septembre 1315, les Mamelouks d'Égypte lancent une expédition contre le royaume chrétien de Makurie ; le sultan du Caire al-Nâsir dépose Kérenbés, dernier roi chrétien de Dongola, pour refus de payer le tribut. Il installe sur le trône un roi nubien musulman nommé Abdallah ibn-Sanbou. Ce dernier est à son tour renversé par un autre musulman, Kanz ed-Daoula, qui occupe la région jusqu’en 1382. En lutte continuelle contre les Égyptiens et parvient à occuper temporairement la région d’Assouan, il en est définitivement chassé à la fin du siècle par les troupes égyptiennes. Le royaume d'Alodie (Aloa), plus au sud, reste à l’écart de ces combats, mais lorsque Dongola tombe, il est coupé de la chrétienté, car le royaume d’Éthiopie lui est hostile.
Le 29 mai 1317, la cathédrale de Dongola est officiellement transformée en mosquée. L’islamisation des élites commence.
En 1484, Amara Dounkas (1484-1526) fonde le royaume foundj de Sennar (ou Sinnar) qui annexe le royaume d'Alodie en 1504. Il règne entre le Nil Blanc et le Nil Bleu sur une population composée d’Arabes, de Nubiens, de Méroïtiques et de Noirs. Les Foundj font de Sennar leur capitale, sur le Nil bleu dont ils contrôlent la vallée. L’essentiel des exportations est composé des esclaves des tribus païennes de l’ouest et du sud.
Le royaume de Nubie est commandé depuis la ville nubienne de Kokka. Le premier roi s'appelle Nasser. Il prend le pouvoir vers 1340. Treize rois règnent depuis cette capitale, d'Assouan jusqu'à Dongola. On suppose aussi d'après des sources sérieuses que les royaumes dits « petits » et éparpillés dans la province de Nubie sont tous issus de cette dynastie. Le treizième et dernier roi régnant depuis Kokka est Abdelaziz Zubair Al Malik Al Diab de Nubie, qui perd son trône vers 1940. Chaque prénom : Abdelaziz, Zubair. etc. représente dans l'ordre le prénom du dernier roi, puis celui de son père et ainsi de suite. Les Anglais sont venus le déchoir oralement. Le royaume de Kokka était divisé en sept districts, avec des rangs de noblesse différents. Cette dynastie de rois avait conclu différents pactes et alliances notamment avec les Turcs, et leur royaume n'avait donc pas été affaibli au moment des différents rebondissements historiques. Le dernier roi était d'ailleurs l'époux d'une femme turque.
Aujourd'hui, l'épée royale est restée dans la famille. Le roi déchu, Abdelaziz, est demeuré roi pour son peuple. Il était devenu aigri contre les Anglais contrairement à son beau-fils qui reçut plusieurs médailles pour ses services, notamment une décoration de George V. Ce fut effectivement le dernier royaume de Nubie connu et répertorié à ce jour dans les livres historiques du Soudan et de l'Égypte et confirmé par les archéologues qui étudient l'histoire de la Nubie, notamment Nubian studies.

### XIXesiècle

Évolution territoriale de l'Égypte sous les Alaouites, de 1805 à 1914.

À la fin du XVIIIe siècle, le Sultanat de Sennar (Sultanat des Founji de Sennar, 1504-1821), ruiné par les luttes intestines des rois et de leurs vizirs Hamadj, et a déjà perdu le Kordofan au profit du Darfour : il ne contrôle plus que Sennar, la capitale, et la Gezirah (« île »), riche terre entre le Nil Blanc et le Nil Bleu où l’irrigation est possible ; il connaît une succession de meurtres de sultans jusqu’en 1821 avant d’être conquis par l’Égypte alaouite.
En octobre 1820, sur ordre de la Porte, Méhémet Ali organise une mission au Soudan dirigée par son fils Ismaïl Kamil. Le 12 juin 1821, après avoir soumis Dongola et les Chaïkieh, Ismaïl entre à Sennar et annexe le royaume Foundj. Son lieutenant, le defterdar Mohammed Kousrao conquiert le Kordofan sur le Darfour dont la capitale tombe le 16 août. La révolte en Grèce ne permet pas de continuer la conquête vers le Darfour. Quatre gouverneurs sont installés à Dongola, à Berber, à Sennar et au Kordofan.
L’Égypte impose au Soudan un régime administratif sévère dominé par les « Turcs », al-Turkiyya (la Turquerie), en réalité des gens de langue turque (Albanais, Circassiens, anciens mamelouks ralliés au khédive). Le turc osmanli devient la langue administrative. Des impôts très lourds payables en nature (bétail et esclaves) sont levés. Les Égyptiens instituent un régime fiscal qui suscite maintes révoltes. La base de la taxation est la terre, l’unité taxée étant le nombre de grandes roues à eau (sagiya) qui doivent payer de 15 à 132 piastres par an selon la production. Les terres non irriguées sont beaucoup moins imposées, mais les palmiers-dattiers le sont aussi. Les soldats noirs, qui meurent de maladie hors du Soudan, sont affectés à la colonisation de leurs propres terres. Ils forment une armée de mercenaires efficace (Nubi) et plus tard vont servir à la colonisation des Allemands au Tanganyika et des Belges au Congo.
Des esclaves sont recrutés massivement pour l’armée du khédive et entraînés à Assouan. Un des motifs de l’expansion égyptienne le long de la vallée du Nil est la traite des esclaves, en particulier pour approvisionner l’armée en soldats. Méhémet Ali compte obtenir annuellement entre 20 et 40 000 hommes par an, mais la traite ne lui en procure qu’entre 2 et 3 000.
Dès octobre 1822, le pays se révolte contre le système d’impôts imposé par l'Égypte. Ismaïl Kamil est brûlé vif. La situation est rétablie par le defterdar Mohammed Kousrao, qui vainc les rebelles à la bataille de Makdur en septembre 1823. Le defterdar est remplacé comme commandant en chef des troupes égyptiennes en septembre 1824 par Uthman Jarkas al-Biringi qui fixe son quartier général à Khartoum au confluent des deux Nils.
En 1874, le prince marchand égyptien Zubeir Pacha s’empare du Darfour pour le compte du khédive. Il envisage de se passer des intermédiaires égyptiens et d’utiliser une liaison directe avec Benghazi par El Giof. Son influence inquiète les Égyptiens, qui l’emprisonnent lors de sa visite au Caire. Son fils, Soliman bey, réunit une armée pour le libérer, mais est battu et tué par les troupes égyptiennes en 1879.

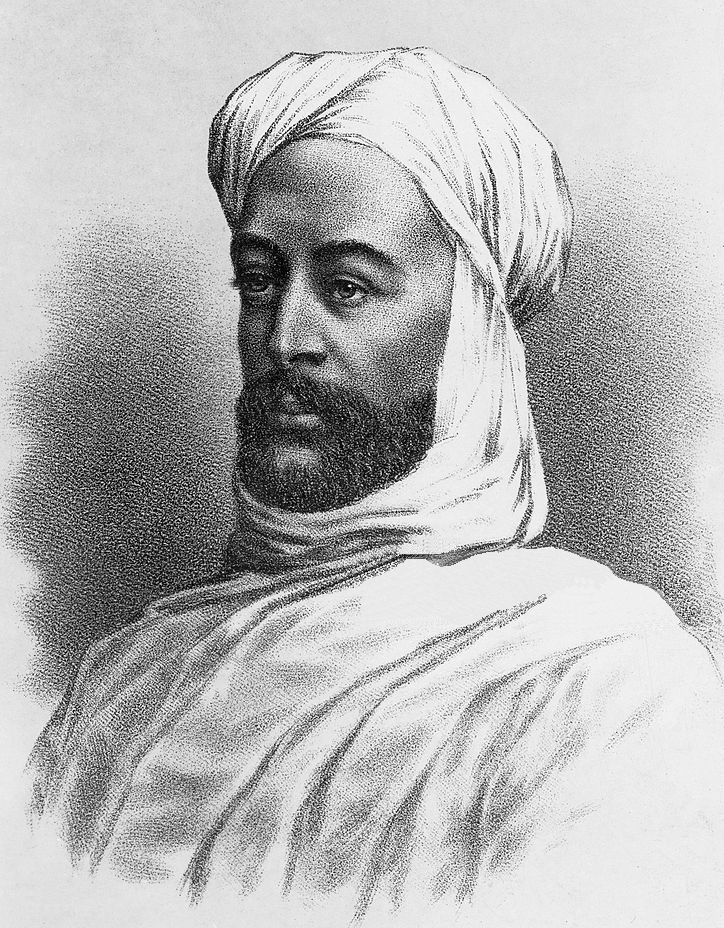
Portrait du Mahdi.

Le 29 juin 1881, Mohamed Ahmed ibn Abd Allah, originaire de Dongola, se proclame le Mahdi (le sauveur) et prêche contre les « Turcs ». Il dispose au début de quelques partisans et d’armes de jet, mais le succès qu’il remporte auprès des garnisons égyptiennes abandonnées au Soudan renforce ses troupes et ses armements. Il conquiert tout le pays de 1881 à 1884. Sa révolte éveille pour la première fois une conscience nationale au Soudan.
Les troubles menacent les intérêts des Britanniques. Le gouvernement britannique demande au khédive Tawfiq Pacha d’évacuer le Soudan. L’opération est confiée au général Gordon. Il remonte le Nil jusqu’à Khartoum, où il se trouve isolé en pays hostile, mais refuse de regagner l’Égypte et se retranche dans la ville pour organiser la résistance malgré la disproportion des forces en présence. La ville résiste pendant un an, du 13 mars 1884 au 26 janvier 1885 (siège de Khartoum). Gordon Pacha est tué lors de la prise de Khartoum par les mahdistes. Sa mort permet aux Britanniques de justifier stratégiquement leur présence en Égypte. L’armée de secours commandée par le général Wolseley rebrousse chemin sans tenter de reprendre la ville, puis abandonne Dongola, sa base de départ. Le Mahdi œuvre à la constitution d’un État islamique, qui s’étend sur la superficie approximative du Soudan actuel, et établit sa capitale à Omdourman, face à Khartoum.
Après la mort du Mahdi dans des conditions mystérieuses le 22 juin 1885, son fils et lieutenant (Khalifa) Abd Allah (Abdallahi ibn Muhammad, 1846-1899) prend le pouvoir, maintient l’unité du Soudan, bat les Éthiopiens mais ne peut envahir l’Égypte.
Le Soudan connait une famine particulièrement meurtrière entre 1889 et 1891, tuant environ un tiers de ses habitants.
- Conquête turco-égyptienne du Soudan (1821-1824)
- Soudan ottoman (1820-1885)
- Eyalet d’Abyssinie (Habesh en turc), avec résidence du pacha à Suakin
- Guerre des mahdistes (1881-1899)
- Soudan mahdiste (1885-1899)
- Guerre éthio-mahdiste (1885-1889)
- Chemin de fer Suakin-Berber (1886)
- Expédition de secours à Emin Pacha (1886-1889)
- Crise de Fachoda (1894-1904)
- Conquête anglo-égyptienne du Soudan (en) (1896-1899), Horatio Herbert Kitchener

## Période britannique (1896-1955)

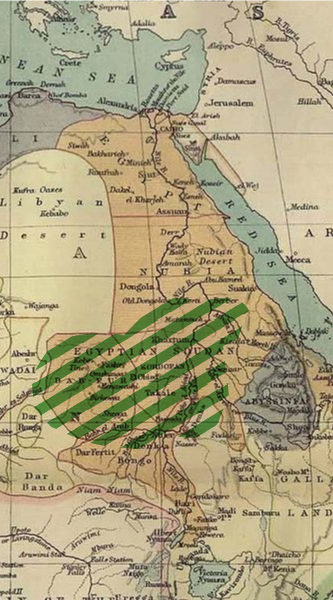
Expansion de la révolte mahdiste en 1885.

En 1896, un corps expéditionnaire anglo-égyptien du général Kitchener s’empare de Dongola. Cette intervention britannique s'explique par plusieurs éléments, notamment : l'impact de la mort du général Charles Gordon dans l'opinion publique au Royaume-Uni, l'intérêt de plusieurs puissances coloniales pour la vallée du Nil, l'importance du contrôle des eaux dans cette région, la montée du mouvement libéral et l'influence des milieux de la finance en Angleterre. Les troupes du général Kitchener s'emparent ensuite, en 1897, d'Abu Hamad, puis de Berber. Puis, elles écrasent le 2 septembre 1898 les mahdistes à Omdurman, près de Khartoum, où 10 000 soudanais sont fauchés par les mitrailleuses britanniques. « Les milliers de mahdistes mourants ou blessés sur le champ de bataille ne reçurent aucun soin des Britanniques, qui leur tournèrent le dos et s'en allèrent ». « Ils demandaient de l'eau et appelaient à l'aide, mais nos officiers les repoussèrent avec mépris », relata un soldat britannique.
Quelques jours plus tard, le 18 septembre 1898, commence une confrontation avec des troupes françaises, appelée incident franco-britannique de Fachoda, mais l'affrontement est évité et les deux puissances coloniales conviennent de zones d'influences réciproques entre d'une part l’Égypte et le Soudan et d'autre part le Soudan français devenu depuis le Mali. Abdallahi ibn Muhammad, successeur du Mahdi, meurt le 25 novembre 1898. En 1899, un condominium anglo-égyptien sur le Soudan est établi. Le statut juridique adopté est hybride et inédit, mais il présente pour l'Angleterre plusieurs avantages : elle a de facto le contrôle du pays, elle ne supporte pas les charges financières liées à son administration, et elle évite une annexion qui aurait tendu les relations avec l’Égypte, la France et la Turquie. Les deux premiers gouverneurs généraux sont le général Kitchener, puis Francis Reginald Wingate.
Le mouvement mahdiste reste une force religieuse et politique vivace et mène des soulèvements, notamment en 1900, 1902, 1903, 1904 et 1908. En 1906, une émeute arabe éclate à Talodi, dans les monts Nouba, suivie d'une répression brutale. Dans le Sud du Soudan, une résistance est conduite par le peuple nuer, vivant dans les territoires arrosés par le Sobat et le Nil Blanc.
En 1916, le dernier sultan du Darfour, Ali Dinar, resté neutre par rapport à l'Empire britannique, doit faire face à une attaque de l'armée anglaise, qui anticipe une hypothétique alliance entre ce sultan et les Empires centraux, pour déstabiliser les positions britanniques en Afrique durant la Première Guerre mondiale. Ali Dinar est battu et tué. C'est la fin de l'indépendance du Darfour.
En 1951, le roi Farouk prend le titre de roi d’Égypte et du Soudan. En 1953, un traité anglo-égyptien reconnait le droit du Soudan à l’autodétermination.
- Liste des gouverneurs généraux du Soudan anglo-égyptien (de)

## Indépendance et république (1956)

Drapeau de la république du Soudan.

Le 1er janvier 1956, le Soudan accède à l'indépendance. Les premiers mouvements rebelles apparaissent dans les provinces du sud du pays. C'est le début de la Première guerre civile soudanaise de 1955 à 1972.

### Régime Abboud  (1958-1964)
En novembre 1958, le général Ibrahim Abboud (1900-1983) effectue un coup d'État militaire et s'empare du pouvoir.

### Révolution d'octobre 1964 (1964-1969)
En octobre 1964 éclate une insurrection populaire (« révolution d'Octobre ») qui aboutit à la chute du régime militaire et dictatorial d'Abboud et à l'instauration d’un régime parlementaire.

### Galerie présidentielle

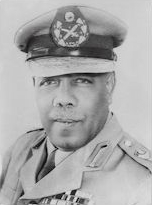
Ibrahim Abboud 1958-1964
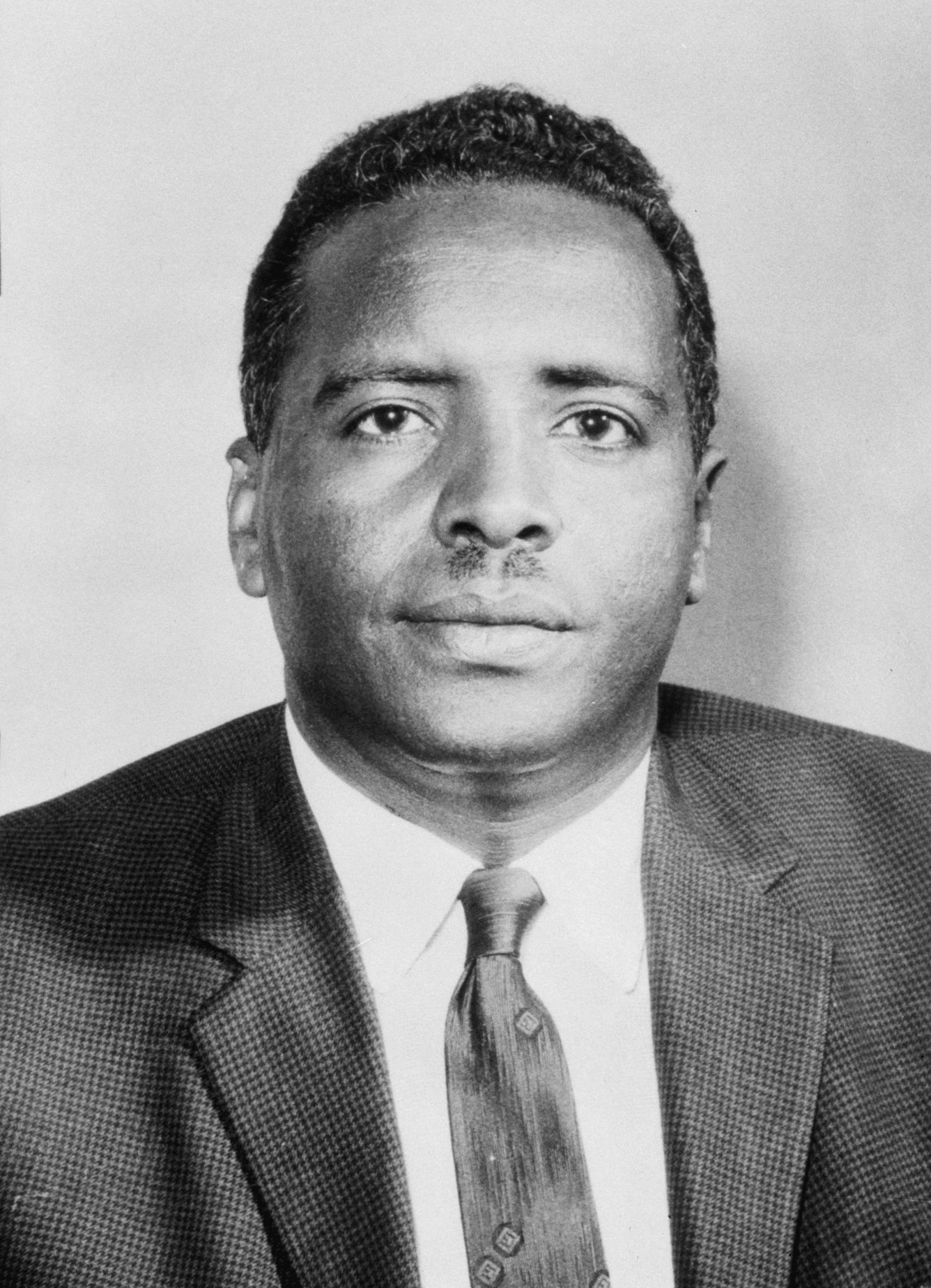
Sirr Al-Khatim Al-Khalifa 1964
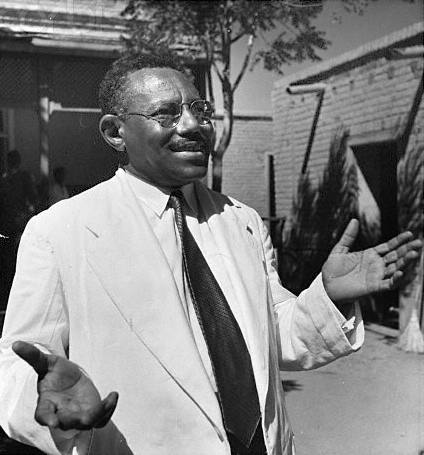
Ismail al-Azhari 1965-1969
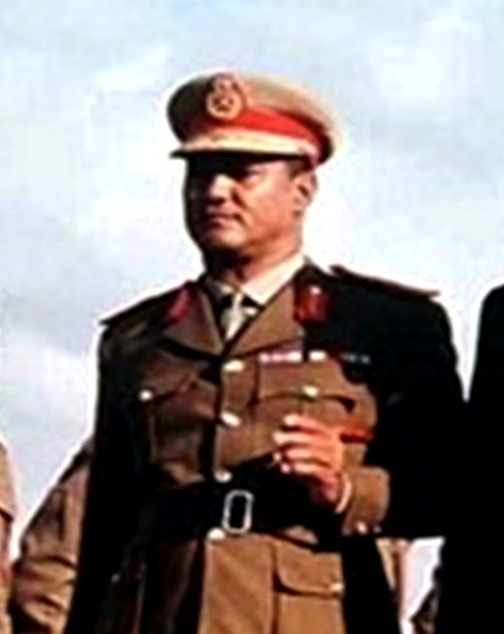
Gaafar Nimeiry 1969-1985
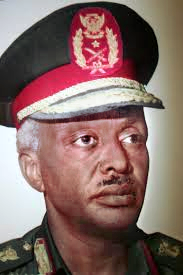
Abdel Rahman Swar al-Dahab 1985-1986

### Régime Nimeiry (1969-1985)
Le 25 mai 1969, un nouveau coup d’État militaire des « officiers libres » permet au colonel Gaafar Nimeiry (1930-2009) de s'emparer du pouvoir. Il va s'y maintenir jusqu’en 1985.
Le 19 juillet 1971, une tentative de coup d'État montée contre Nimeiry et attribuée aux communistes échoue. Nimeiry décide alors d'écraser définitivement le parti communiste soudanais.
En 1972, la signature des accords d'Addis Abeba entre l'État soudanais et les dirigeants du mouvement rebelle dans le Sud accorde une autonomie, mais pas l'indépendance, aux trois provinces méridionales et met fin à la Première guerre civile soudanaise,.
1983 marque l'extension du droit musulman au droit pénal, jusque-là cantonné depuis la colonisation au droit personnel. La guerre dans le Sud reprend, sous la direction de John Garang, chef de l'Mouvement populaire de libération du Soudan (MPLS), dont le bras armé est l'Armée populaire pour la libération du Soudan (APLS ou SPLA)). Aisni débute la seconde guerre civile soudanaise.
La proximité avec les États-Unis s’accentue sous l'administration de Ronald Reagan. L’aide américaine passe de cinq millions de dollars en 1979 à 200 millions en 1983, puis à 254 en 1985, essentiellement pour les programmes militaires. Le Soudan devient ainsi le deuxième bénéficiaire de l’aide américaine en Afrique (après l’Égypte). La construction de quatre bases aériennes destinées à accueillir des unités de la Force de déploiement rapide et d’une puissante station d’écoute, près de Port-Soudan, est mise en chantier.
En 1984 et 1985, après une période de sécheresse, plusieurs millions de personnes sont menacées par la famine, en particulier dans l’ouest du Soudan. Le régime fait en sorte de cacher la situation à l'international.

### Révolution (1985-1989)
En mars 1985, l’annonce de l’augmentation des prix des produits de première nécessité, sur l’injonction du FMI avec lequel le régime était en négociation, provoque de premières manifestations. Le 2 avril, huit syndicats appellent à la mobilisation et à une « grève politique générale jusqu’à la suppression du régime actuel ». Le 3, des manifestations massives secouent Khartoum, mais aussi les principales villes du pays ; la grève paralyse les institutions et l’économie. Nimeiry est renversé le 6 avril 1985 par un coup d'État opéré par une junte militaire dirigée par le général Abdel Rahman Swar al-Dahab,.
Les jours suivants, cette junte se transforme en Conseil militaire transitoire (CMT). L’Alliance nationale, composée des syndicats et des partis politiques — dont les deux grandes formations historiques, l’Oumma et le Parti unioniste démocratique (PUD), à laquelle se joint le parti communiste —, conclut un accord avec les militaires. Une transition est mise en place pour rétablir un pouvoir civil. Durant cette année, le CMT et un conseil des ministres partagent le pouvoir législatif alors que le CMT conserve le pouvoir constitutionnel.

### République islamique d'Omar el-Bechir (1989-2019)

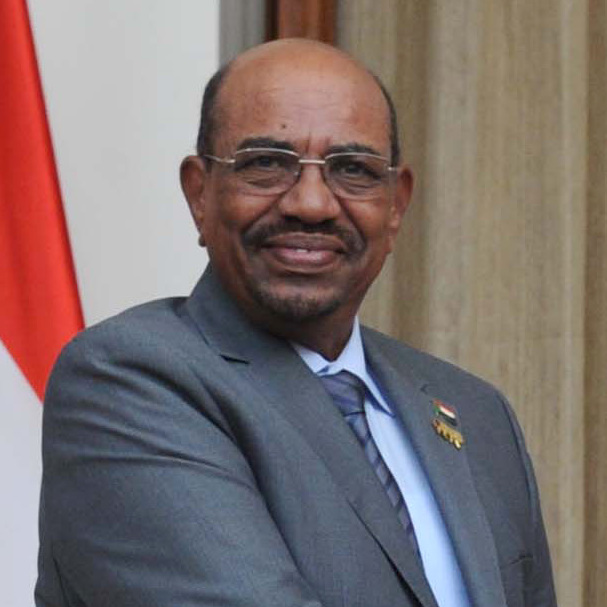
Omar el-Bechir

En 1989, le général Omar el-Bechir (1944-) renverse le gouvernement civil de Sadeq al-Mahdi par un coup d’État encouragé par le Front national islamique (FNI), dirigé par Hassan al-Tourabi. Il aboutit à la prise de pouvoir par un Commandement révolutionnaire pour le salut national (Al-Inqaz),.
Le Front national islamique (FNI) est la seule formation politique autorisée. Les États-Unis accusent le Soudan, à partir de 1993, de soutenir des mouvements terroristes islamiques et inscrivent le pays dans la liste des États qui soutiennent le terrorisme, une liste dressée tous les ans par le département d'État. En 1998, le Soudan est frappé par l’aviation américaine qui bombarde l’usine pharmaceutique d’El Shifa, dans la banlieue de Khartoum, accusée d'être un lieu de fabrication d'armes chimiques.
En 2003, la guerre civile éclate au Darfour, où le Mouvement de libération du Soudan (MLS ou SLM) (dont le bras armé est l'Armée de libération du Soudan (ALS)) et le Mouvement pour la justice et l'égalité (MJE ou JEM) se posent en protecteurs des populations civiles face aux exactions des « janjawids » (expression arabe qui signifie les diables à cheval, milices soutenues par le gouvernement de Khartoum). L'année suivante, l’Union africaine (UA) envoie des troupes au Darfour pour veiller au respect d'un cessez-le-feu et assurer la protection des populations civiles. En 2005, un accord de paix est signé à Nairobi entre le gouvernement de Khartoum et l'APLS (puis MPLS). Cet accord prévoit pour une période de six ans une large autonomie pour le Sud, qui disposera de son propre gouvernement et d'une armée autonome. À l’issue de cette période, un référendum d’autodétermination sera organisé. Les revenus issus du pétrole seront partagés en part égale entre le Sud et le Nord. D’autre part, le gouvernement aura 70 % des postes dans l’administration centrale contre 30 % pour la rébellion du Sud. Enfin, la charia ne sera appliquée que dans le Nord, à majorité musulmane. John Garang, le dirigeant de la rébellion contre le régime islamiste du général Omar el-Béchir, trouve la mort dans un accident d’hélicoptère, quelques semaines après sa nomination comme vice-président du Soudan pour pacifier la situation. En 2006, le gouvernement de Khartoum rejette le déploiement de « Casques bleus » au Darfour. Mais il accepte finalement l'année suivante le déploiement au Darfour d’une « force hybride » associant l’ONU et l’Union africaine (la MINUAD).
En 2009, la Cour pénale internationale (CPI) lance un mandat d’arrêt contre le président soudanais Omar el-Béchir le 4 mars 2009 pour crimes contre l’humanité (l’année suivante, l’accusation de génocide est ajoutée).
En 2011, le Sud du Soudan accède à son indépendance sous le nom de Soudan du Sud. Mais en 2012, Le conflit au Kordofan du Sud s'envenime.
En 2018, le régime applique en 2018 un plan d'austérité du Fonds monétaire international, transférant certains secteurs des importations au secteur privé. En conséquence, le prix du pain est doublé et celui de l’essence augmente de 30 %. L’inflation atteint les 40 %. Des mouvements étudiants et le Parti communiste soudanais organisent des manifestations pour contester cette politique. Omar el-Bechir réagit en faisant arrêter le secrétaire général du Parti communiste et deux autres dirigeants du parti, et par la fermeture de six journaux.

### Révolution soudanaise (2019)
En 2019, un vaste mouvement de protestation contre le régime se forme dans les villes de l’extrême nord du pays, en particulier autour d'Atbara, agglomération ouvrière et fief du syndicalisme soudanais. Les manifestants réclament initialement de meilleures conditions de vie (plus de vingt millions de personnes vivent sous le seuil de pauvreté), puis, alors que la répression s’accentue, la démission du président.
Le 11 avril 2019, Omar el-Bechir est renversé par l'armée. Le ministre de la Défense Ahmed Awad Ibn Auf annonce la mise en place d'un gouvernement de transition pour deux ans jusqu'à de nouvelles élections libres.
Le 12 avril 2019, au lendemain de la destitution du président, le Conseil militaire de transition déclare que le futur gouvernement sera un gouvernement civil en promettant un dialogue entre l'armée et les politiciens soudanais. L'armée entame alors des discussions avec les autorités civiles d'opposition et les organisations représentant les manifestants. Le 3 juin 2019, alors que les négociations piétinent et que les manifestants campent devant le QG de l'armée depuis près de deux mois, l'armée et la milice des Forces de soutien rapide tirent sur la foule pour tenter de déloger les manifestants causant un massacre. Le 4 juin 2019, le chef du Conseil militaire de transition, Abdel Fatah al-Burhan, annonce la fin des négociations avec les civils et promet la tenue d'élections d'ici neuf mois.
Le 21 août, à la suite d'un accord, le Conseil militaire de transition devient le Conseil de souveraineté. Il maintient les président et vice-président sortants en place mais dispose de membres civils. Abdallah Hamdok est nommé Premier ministre. Il annonce la composition d'un gouvernement de transition début septembre 2019, un gouvernement composé de dix-huit membres dont quatre femmes, notamment Asma Mohamed Abdallah, une diplomate expérimentée qui devient ministre des affaires étrangères : « La première priorité du gouvernement de transition est de mettre un terme à la guerre et de construire une paix durable », est-il précisé, faisant référence aux conflits et rébellions qui pèsent sur le Darfour, le Nil Bleu et le Kordofan du Sud.
Une tentative de putsch a lieu le 21 septembre 2021. Les responsables sont arrêtés[réf. souhaitée].
Un coup d'État militaire a lieu en octobre 2021, menant à l'arrestation de civils dont le premier ministre. Le 25 octobre, des membres de l'armée tirent sur des civils refusant le putsch.

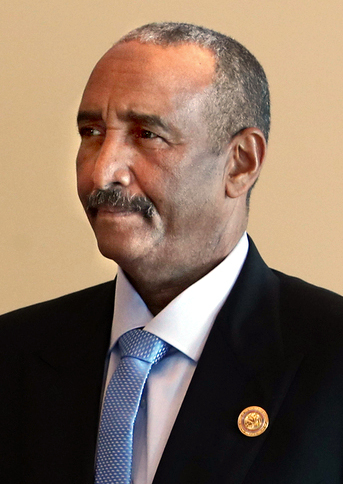
Abdel Fattah al-Burhan (1960-)
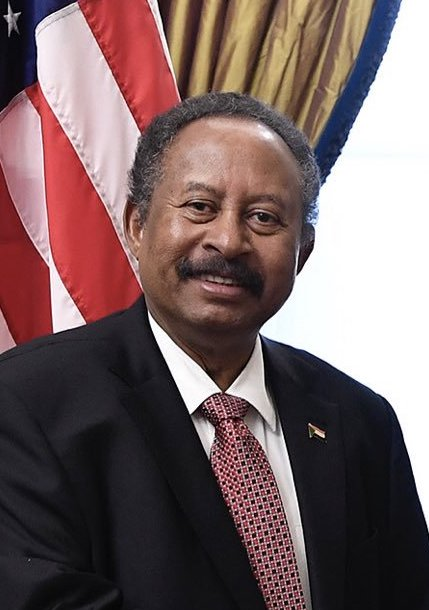
Abdallah Hamdok (1956-)
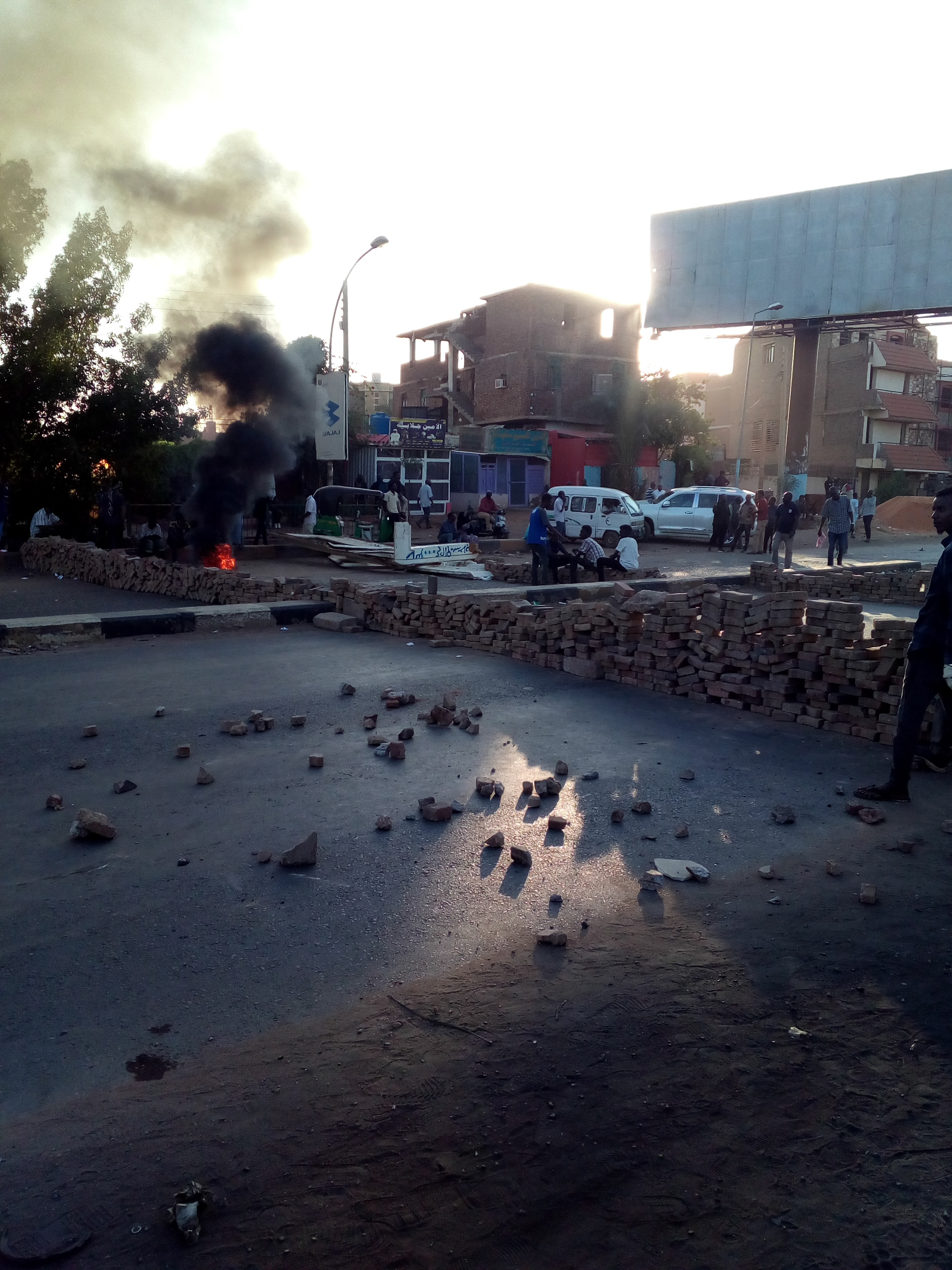
Manifestation de protestation (9 janvier 2022)